# Васдов
Васдов (њем. Wasdow) општина је у њемачкој савезној држави Мекленбург-Западна Померанија. Једно је од 62 општинска средишта округа Гистров. Према процјени из 2010. у општини је живјело 403 становника. Посједује регионалну шифру (AGS) 13053095.

## Географски и демографски подаци
Васдов се налази у савезној држави Мекленбург-Западна Померанија у округу Гистров. Општина се налази на надморској висини од 15 метара. Површина општине износи 26,2 km². У самом мјесту је, према процјени из 2010. године, живјело 403 становника. Просјечна густина становништва износи 15 становника/km².